# Homalium paniculatum
Homalium paniculatum là một loài thực vật có hoa trong họ Liễu. Loài này được (Lam.) Benth. mô tả khoa học đầu tiên năm 1859.